# Acroclisoides laticeps
Acroclisoides laticeps är en stekelart som beskrevs av Girault och Alan Parkhurst Dodd 1915. Acroclisoides laticeps ingår i släktet Acroclisoides och familjen puppglanssteklar. Inga underarter finns listade i Catalogue of Life.